# Sauromatum
Sauromatum is een geslacht uit de aronskelkfamilie (Araceae). De soorten komen voor in tropisch Afrika en van (sub)tropisch Azië tot in Noord-China.

## Soorten
- Sauromatum brevipes (Hook.f.) N.E.Br.
- Sauromatum brevipilosum (Hett. & Sizemore) Cusimano & Hett.
- Sauromatum diversifolium (Wall. ex Schott) Cusimano & Hett.
- Sauromatum gaoligongense J.C.Wang & H.Li
- Sauromatum giganteum (Engl.) Cusimano & Hett.
- Sauromatum hirsutum (S.Y.Hu) Cusimano & Hett.
- Sauromatum horsfieldii Miq.
- Sauromatum listeri (Prain) K.Z.Hein & A.Hay
- Sauromatum paramjitii Sasikala, Reema Kumari & Kabeer
- Sauromatum tentaculatum (Hett.) Cusimano & Hett.
- Sauromatum venosum (Aiton) Kunth

... · 
Aglaonema · 
Alocasia · 
Amorphophallus · 
Anthurium · 
Arum (Aronskelk) · 
Caladium · 
Calla · 
Culcasia · 
Dieffenbachia · 
Dracunculus · 
Epipremnum · 
Gymnostachys · 
Helicodiceros · 
Lemna (Eendenkroos) · 
Monstera · 
Philodendron · 
Pistia · 
Scindapsus · 
Spathiphyllum (Lepelplant) · 
Spirodela · 
Wolffia · 
...